# ويم موتستيغ
ويم موتستيغ (بالهولندية: Wim Meutstege)‏، من مواليد 28 فبراير 1952، لاعب كرة قدم هولندي سابق.
لعب مع منتخب هولندا لكرة القدم.

## روابط خارجية
- ويم موتستيغ على موقع قاعدة بيانات كرة القدم.إي يو (الإنجليزية)
- ويم موتستيغ على موقع ناشيونال فوتبول تيمز (الإنجليزية)